# Mesochorus nemus
Mesochorus nemus là một loài tò vò trong họ Ichneumonidae.